# Championnats d'Afrique de VTT 2013
Navigation
Édition précédente Édition suivante
Les Championnats d'Afrique de VTT 2013 ont lieu les 9 et 10 mars 2013, à Pietermaritzburg en Afrique du Sud.

## Résultats

### Cross-country
| Épreuves       | Or              | Argent               | Bronze           |
| -------------- | --------------- | -------------------- | ---------------- |
| Hommes élites  | Philip Buys     | Yannick Lincoln      | Heinrich Köhne   |
| Hommes espoirs | Brendon Davids  | James Reid           | Arno Du Toit     |
| Hommes juniors | Dylan Rebello   | Martin Freyer        | Ivan Venter      |
| Femmes élites  | Yolande Speedy  | Aurelie Halbwachs    | Samantha Sanders |
| Femmes espoirs | Mariske Strauss | Candice Neethling    | Vera Adrian      |
| Femmes juniors | Bianca Haw      | Marie-Christin Kempf | Marne Botha      |

### Descente
| Épreuves      | Or           | Argent          | Bronze          |
| ------------- | ------------ | --------------- | --------------- |
| Hommes élites | Hayden Brown | Tiaan Odendaal  | Stefan Garlicki |
| Femmes élites | Nadia Botha  | Kate Stephenson |                 |